# Diego de los Cobos y Mendoza

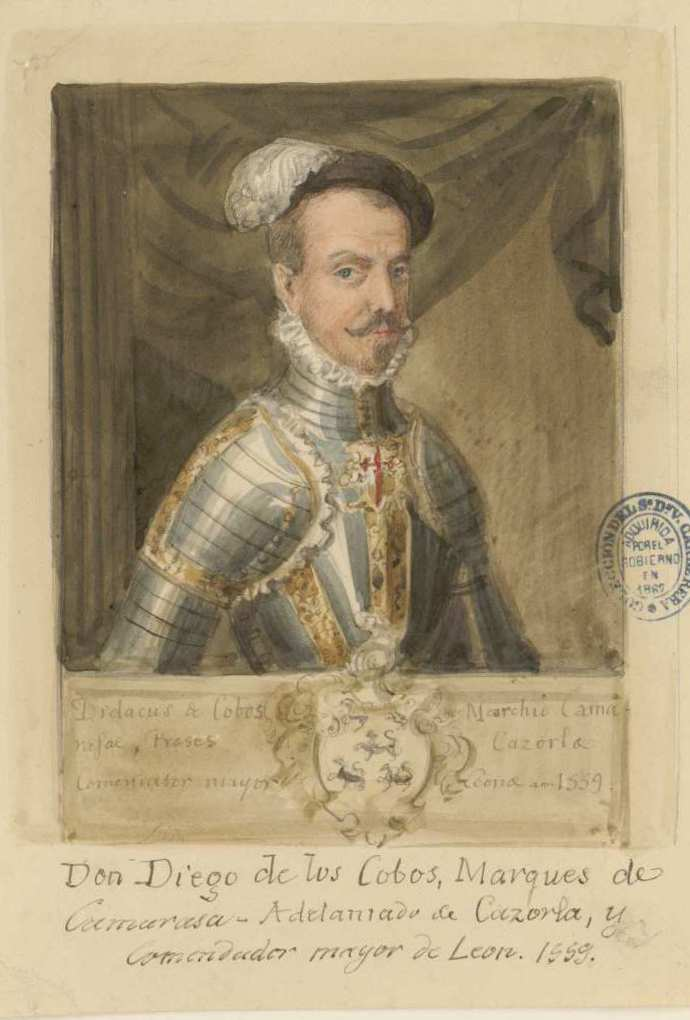
Diego de los Cobos, dibujo conservado en la Biblioteca Nacional de España atribuido a Valentín Carderera.

Diego de los Cobos y Mendoza (Valladolid, 1524-1575), noble y político español.

## Biografía
Era hijo primogénito de Francisco de los Cobos y Molina, secretario real, y de María Hurtado de Mendoza y Sarmiento, VII condesa de Rivadavia. El 16 de enero de 1543, en Madrid, casó con Francisca Luisa de Luna, señora de Ricla y Villafeliche. Un mes después, el 18 de febrero de 1543, Carlos I le otorgó el título de marqués de Camarasa. 
De su primer matrimonio nacieron:
1. Francisco Manuel de los Cobos y Luna (6 de octubre de 1546), II marqués de Camarasa, I conde de Ricla y regidor perpetuo de Úbeda. Casó con Ana Félix de Guzmán.
2. Álvaro de Mendoza Sarmiento, VIII conde de Rivadavia y caballero de la Orden de Santiago. Casó con Luisa Laso de Castilla Zúñiga y Tapia.
3. Isabel, que casó con Andrés de Torres.
4. Mayor, que casó con Antonio Cerón.

Desde joven fue comendador mayor de León por la Orden de Santiago, regidor de Úbeda, paje del príncipe Felipe (luego rey como Felipe II de España), canciller de las Indias, adelantado de Cazorla y señor de las villas de Sabiote y Canena, en Jaén. También recibió de su padre el encargo de supervisar las obras monumentales que la familia realizaba en Úbeda.
A finales de su vida contrajo matrimonio, por segunda vez, con Leonor Sarmiento de Mendoza, VI condesa de Rivadavia.